# Casa Permayol
La Casa Permayol és una obra d'Alins (Pallars Sobirà) inclosa a l'Inventari del Patrimoni Arquitectònic de Catalunya.

## Descripció
Gran casal pairal de planta baixa i dos pisos amb façana al migdia situada en la paret mestre perpendicular al cavall que suporta l'ample coberta a dues aigües de llicorella. A la planta baixa s'obre un ample portal amb llinda format per una forta biga de fusta i muntants igualment de fusta decorats amb dues motllures i en la part superior al centre, un arc de cortina gravat. Al centre s'obre la porta d'un sol batent. En els murs, de gruix considerable, s'obren espitlleres. A costat i costat de l'edifici principal, hi ha adossades altres dependències de la casa (estables, pallers, etc).